# Охридски апостол
Охридският апостол e среднобългарски писмен паметник от Охридската книжовна школа.
Според повечето учени е създаден през XII век, но руският изследовател Анатолий Турилов го датира между 1225 и 1227 г., по времето на архиепископ Димитър Хоматиан. Има 112 пергаментни листа. Писан е на кирилица, с глаголически вписвания, от един главен книжовник и няколко негови помощници. Съществуват предположения, че текстът му има глаголическа подложка. Представлява кратък изборен Апостол (откъси от апостолските Деяния и Послания, предназначени за четене по време на богослужението). В края му има църковен календар (месецослов) със славянските имена на месеците.
През 1845 година ръкописът е намерен от Виктор Григорович в охридската катедрална църква „Свети Климент“ и затова е наречен Охридски апостол. Пази се в Руската държавна библиотека под сигнатура фонд 1706 (Григорович) № 13 / М. 1695.

## Издания
- Кульбакин, С. М. Охридская рукопись Апостола конца XII века. Български старини. Т. 3. С., 1907

## Изследвания
- Мирчев, К. Към езиковата характеристика на Охридския апостол от XII век. – В: Климент Охридски: сборник от статии по случай 1050 години от смъртта му. С., 1966, 107-120
- Турилов, А. А. Еще один след глаголицы в месяцеслове Охридского Апостола. – Slovo, 56/57, 2006-2007, 571-577
- Овчаров, Н. Проучвания върху средновековието и по-новата история на Вардарска Македония. Ново след Йордан Иванов. Университетско издателство „Св. Климент Охридски“, София, 1994, 19